# Hiệp Đức (huyện)
Hiệp Đức là một huyện trung du thuộc tỉnh Quảng Nam, Việt Nam.

## Địa lý
Huyện Hiệp Đức nằm ở gần trung tâm địa lý của tỉnh Quảng Nam, có vị trí địa lý:
- Phía đông giáp huyện Tiên Phước và huyện Thăng Bình
- Phía tây giáp huyện Phước Sơn
- Phía nam giáp huyện Bắc Trà My
- Phía bắc giáp huyện Quế Sơn.

Huyện Hiệp Đức có diện tích 492 km², dân số năm 2019 là 37.127 người, mật độ dân số đạt 76 người/km². Huyện Hiệp Đức có 13% dân số là đồng bào dân tộc thiểu số gồm người Ca Dong, Bh'noong, chủ yếu ở 3 xã Phước Gia, Phước Trà và Sông Trà.
Huyện ly là thị trấn Tân Bình nằm trên quốc lộ 14E cách quốc lộ 1 khoảng 30 km về hướng tây. Sông Thu Bồn chảy qua huyện theo hướng nam bắc.

## Lịch sử
Huyện Hiệp Đức được thành lập ngày 31 tháng 12 năm 1985, gồm 2 xã: Bình Lâm, Thăng Phước thuộc huyện Thăng Bình; 4 xã: Quế Thọ, Quế Bình, Quế Lưu, Quế Tân thuộc huyện Quế Sơn và 2 xã: Phước Gia, Phước Trà thuộc huyện Phước Sơn.
Khi mới thành lập, huyện Hiệp Đức thuộc tỉnh Quảng Nam - Đà Nẵng, gồm 8 xã: Bình Lâm, Phước Gia, Phước Trà, Quế Bình, Quế Lưu, Quế Tân, Quế Thọ và Thăng Phước.
Ngày 11 tháng 1 năm 1986: 
- Chia xã Thăng Phước thành 2 xã: Thăng Phước và Bình Sơn
- Chia xã Quế Thọ thành 2 đơn vị hành chính: xã Quế Thọ và thị trấn Tân An (thị trấn huyện lỵ huyện Hiệp Đức).

Ngày 22 tháng 10 năm 1990, chia xã Quế Tân thành 2 xã: Hiệp Hòa và Hiệp Thuận.
Ngày 6 tháng 11 năm 1996, Huyện Hiệp Đức thuộc tỉnh Quảng Nam vừa được tái lập.
Ngày 21 tháng 3 năm 2002, thành lập xã Sông Trà trên cơ sở 3.337 ha diện tích tự nhiên và 1.534 người của xã Phước Trà.
Ngày 1 tháng 2 năm 2020, sáp nhập xã Quế Bình và thị trấn Tân An thành thị trấn Tân Bình.
Ngày 1 tháng 1 năm 2025, sáp nhập xã Hiệp Hòa và xã Hiệp Thuận trở lại thành xã Quế Tân.
Huyện Hiệp Đức có 1 thị trấn và 9 xã như hiện nay.

## Hành chính

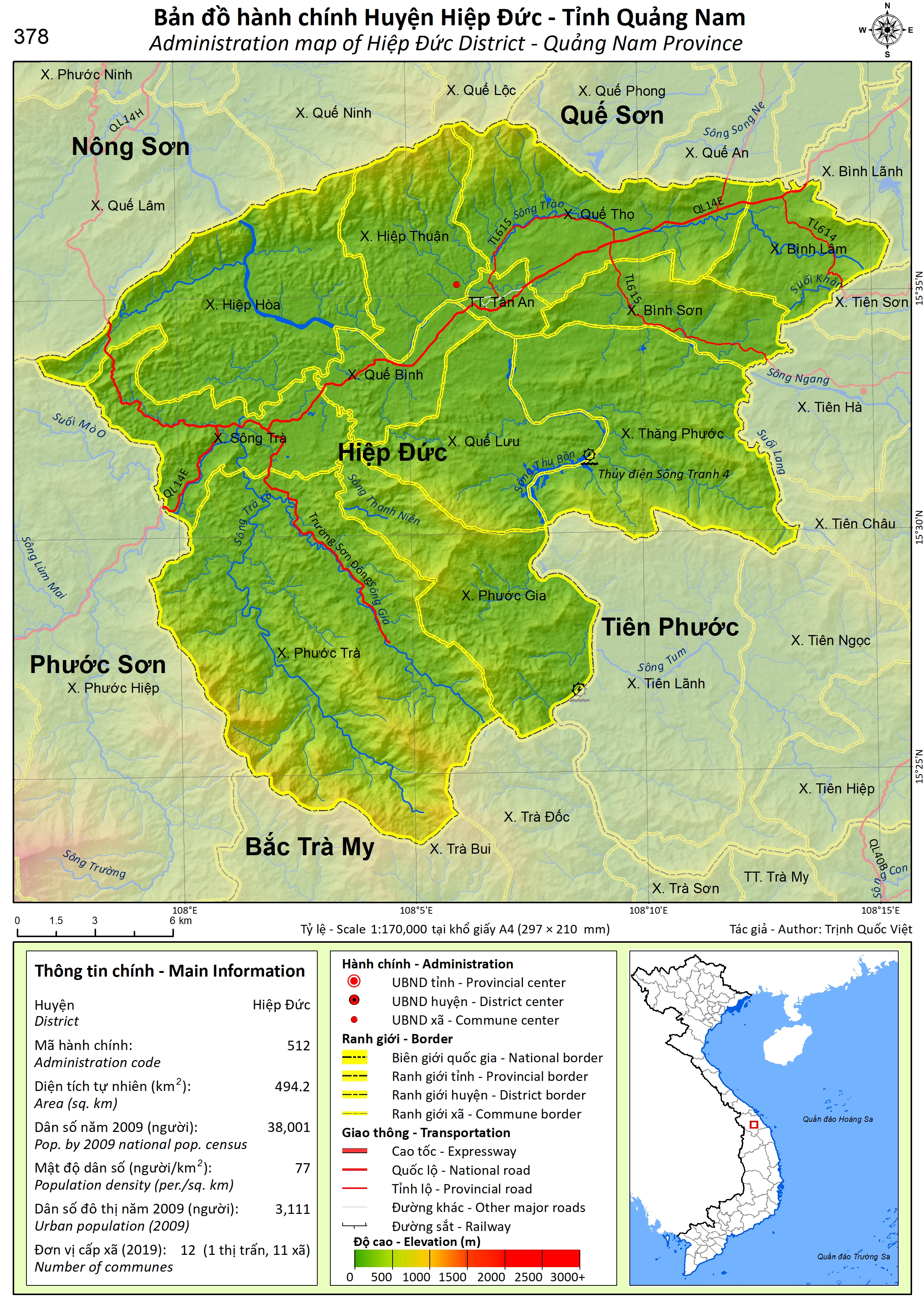
Bản đồ hành chính Huyện Hiệp Đức (trước 1/2/2020)

Huyện Hiệp Đức có 10 đơn vị hành chính cấp xã trực thuộc, bao gồm thị trấn Tân Bình (huyện lỵ) và 9 xã: Bình Lâm, Bình Sơn, Phước Gia, Phước Trà, Quế Lưu, Quế Tân, Quế Thọ, Sông Trà, Thăng Phước.

## Kinh tế - xã hội
Trước đây Hiệp Đức là một huyện nghèo. Những năm gần đây, điều kiện cơ sở vật chất tại Hiệp Đức đã phát triển hơn, cuộc sống của người dân dần được cải thiện. Hệ thống đê điều, thủy lợi đã được áp dụng ở các xã.